# Bisuschio
Bisuschio est une commune italienne de la province de Varèse dans la région Lombardie en Italie.

## Administration
| Période                                  | Période  | Identité       | Étiquette | Qualité |
| ---------------------------------------- | -------- | -------------- | --------- | ------- |
| 08/06/2009                               | En cours | Silvano Pisani |           |         |
| Les données manquantes sont à compléter. |          |                |           |         |

### Hameaux
Piamo, Pogliana, Ravasina, Rossaga, Zerbi

### Communes limitrophes
|          | Cuasso al Monte | Besano |
|          | Bisuschio       | Viggiù |
| Arcisate |                 |        |